# Cerapterocerus celadus
Cerapterocerus celadus är en stekelart som först beskrevs av Walker 1838.  Cerapterocerus celadus ingår i släktet Cerapterocerus och familjen sköldlussteklar. Arten är reproducerande i Sverige. Inga underarter finns listade i Catalogue of Life.